# Чикозеро (озеро, Подпорожский район)
Чикозеро (вепс. Čikl) — пресноводное озеро на территории Винницкого сельского поселения Подпорожского района Ленинградской области.

## Общие сведения
Площадь озера — 6 км², площадь водосборного бассейна — 331 км². Располагается на высоте 110,2 метров над уровнем моря.
Форма озера продолговатая: оно более чем на пять километров вытянуто с юго-запада на северо-восток. Берега каменисто-песчаные, преимущественно заболоченные.
С юго-восточной стороны озера вытекает река Паданка, впадающая в реку Оять, левый приток Свири.
С южной стороны впадает Пурнручей, с юго-западной — река Пётка, несущая воды озёр:
- Легмозеро
- Оёзеро
- Каргинское
- Кодозеро
- Кекозеро (исток Пётки)
- Яймозеро
- Гонгозеро

К западу от водоёма расположена деревня Аверкиевская, к которой подходит автодорога местного значения 41К-731.
Код объекта в государственном водном реестре — 01040100811102000015821.